# Bembidion bruxellense
Bembidion bruxellense (лат.) — вид жужелиц из подсемейства Trechinae. Голарктика.

## Описание
Жуки мелких размеров, длина которых 4,0—5,2 мм. Надкрылья с пятнами как в передней, так и в задней половине;
переднеспинка с отчётливой поперечной микроскульптурой, надкрылья с линейной микроскульптурой; последний максиллярный членик рудиментарный, значительно короче третьего членика. Голова без грубой пунктировки медиально у заднего края глаза. Переднеспинка с хорошо развитым латеро-базальным килем; задний край переднеспинки прямой, без выемки у заднего угла; надкрылья с передней дисковидной щетинковидной точкой, касающейся 3-й борозды; метастернальный отросток полностью окаймлен. Взрослые особи обитают на границах водно-болотных угодий, таких как временные водоемы, болота и ручьи с медленным течением. Они также встречаются в садах, на лугах, на пустырях, в песчаных и гравийных карьерах. Этот вид ведет ночной образ жизни и считается случайным летуном и умеренным бегуном. Исходный ареал включает Палеарктику (Европа, Азия). В последние годы отмечается в Северной Америке (Канада, США).